# Розенбаум, Эдит
Эдит Луиза Розенбаум Рассел (англ. Edith Louise Rosenbaum Russell; 12 июня 1879 — 4 апреля 1975) — американская журналистка, стилист, байер и редактор журнала Women’s Wear Daily, прославившаяся на весь мир тем, что спаслась с затонувшего лайнера «Титаник» в 1912 году. Она забрала с собой музыкальную шкатулку в форме свиньи. Эта шкатулка играла мелодию бразильского танца, Матчиш. Эдит Рассел использовала её, чтобы успокоить детей в спасательной шлюпке, в которой она находилась. Её история стала широко известна в прессе в то время и позже была включена в книгу Уолтера Лорда, «Последняя ночь «Титаника»».

## Юность
Эдит Луиза Розенбаум родилась в 1879 году в Цинциннати, штат Огайо, в состоятельной еврейской семье. Её отцом был Гарри Розенбаум, который получил известность в качестве директора компании Louis Stix & Co. в Цинциннати. Позже он был влиятельным производителем плащей и костюмов и инвестором недвижимости швейной промышленности в Нью-Йорке, куда он переехал со своей женой, Софией Холстейн, и дочерью Эдит в 1902 году. Эдит получила образование в государственных школах Цинциннати и ряде других высших учебных заведений, в том числе в Монтгомери. В возрасте 16 лет в 1895 году она училась у Мисс Шипли в Брин-Мор, а затем в колледже Брин-Мор.

## Карьера
Карьера Эдит началась в 1908 году, когда она переехала в Париж, чтобы работать продавцом в доме высокой моды Chéruit на Вандомской площади. Вскоре после этого она стала работать в журнале «La dernière heure à Paris», а также рисовала модные эскизы для ряда американских магазинов одежды и поставщиков текстиля.
В 1910 году Розенбаум была нанята в качестве парижского корреспондента для недавно созданного нью-йоркского модного издания Women’s Wear Daily. Она писала о сезонных коллекциях ведущих кутюрных салонов Paquin, Lucile, Poiret, Doucet и Chéruit. Примерно в это же время она подружилась с будущим молодым кутюрье Дженни Сакердот и стала одной из её первых клиенток, продемонстрировав её одежду в серии рекламных фотографий для модного дома. В дополнение к освещению дебютов от кутюр, Эдит писала колонку на первой странице, которая появлялась почти ежедневно, в ней она делилась анализом текущих тенденций, инсайдерскими советами по новым тканям и стилям, а также впечатлениями о событиях и личностях французского мира моды.
В 1911 году Розенбаум попала в серьёзную автомобильную аварию, в которой погиб её состоятельный жених, Людвиг Леве, чья семья владела известной немецкой фирмой по производству оружия. Она ехала с друзьями на скачки в Довиль, когда автомобиль, управляемый Леви, разбился недалеко от Руана. Эдит получила сотрясение мозга, которое вызвало некоторую потерю памяти, но никаких других серьёзных травм не было.
К 1912 году Розенбаум наряду с репортажами для «Women’s Wear Daily» работала в качестве агента по закупкам в Париже для ряда американских фирм. Она также консультировала таких известных личностей, как бродвейская актриса Ина Клер и оперная певица Джеральдина Фаррар, став одним из первых известных стилистов знаменитостей. В то же время она занялась дизайном, выпустив коллекцию одежды под названием «Элроуз» для нью-йоркского универмага «Lord & Taylor». Среди её клиентов были актрисы Марта Хедман и Элеонора Пейнтер Стронг.
Между 1914 и 1919 годами Эдит Розенбаум была американским пресс-атташе в французской модной индустрии в «Chambre Syndicale de la Couture Parisienne», которая сейчас называется «Chambre Syndicale de la Haute Couture». Она была очень строгим критиком в индустрии моды, как в Нью-Йорке, так и в Париже, её мнение часто цитировалось в прессе. Эдит продолжала работать корреспондентом газеты «Women’s Wear Daily» примерно до 1917 года. В 1916 году Эдит создала коллекцию спортивной одежды для компании Sidney Blumenthal & Co, включая юбки для гольфа и жакеты.
В течение трёх месяцев во время Первой мировой войны Розенбаум сделала перерыв в репортажах о моде, приняв журналистский пост в американском Красном Кресте, отправляя новости с передовой в организацию и прессу. Эдит была одной из первых женщин-военных корреспондентов наряду с Нелли Блай из газеты «New York Evening Journal». Другие письма, которые она писала, подробно описывая свой опыт в окопах, где она была окружена французскими и британскими войсками в 1917 году, публиковались эпизодически, а независимые отчёты о её работе появлялись в «New York World», «New York Herald» и других газетах. Переписка Эдит в военное время была весьма содержательной, но никогда не публиковалась в полном объёме, хотя ряд оригинальных писем существует и сегодня в частных коллекциях. Согласно «New York Herald», Эдит четыре раза была в окопах, а в апреле 1917 года, служа в госпитале Красного Креста, расположенном в монастыре, попала под обстрел Шемин-де-Дам во время знаменитой второй битвы при Эне.
К 1916 году Эдит стала членом Американского клуба пекинесов. Она участвовала в выставках и выставляла на них своих пекинесов до середины 1920-х годов и часто ездила с ними за границу. Она разводила собак для многих известных клиентов, включая Мориса Шевалье.
В 1920-е годы Розенбаум писала для журналов Cassell’s в Лондоне и Moda в Риме. В 1934 году она покинула индустрию моды.

## «Титаник» и дальнейшая жизнь
5 апреля 1912 года Эдит Розенбаум в качестве парижского корреспондента газеты «Women’s Wear Daily» представила отчёт о моде, которую носили на скачках в Отейле. Желая вернуться в Нью-Йорк с новыми покупками на сезон, она заказала билет на «SS George Washington», чтобы отплыть уже через два дня. Но неожиданно пришла телеграмма от её редактора, который просил Эдит осветить воскресные гонки «Париж-Рубе», это заставило её отложить свой визит до 10 апреля, когда она села на борт «Титаника», следовавшего из Саутгемптона в Нью-Йорк. В дополнение к своей собственной каюте первого класса А-11 она зарезервировала ещё одну для размещения своих 19 сундуков; эта дополнительная комната, возможно, была под номером Е-63. Перед посадкой в Шербуре Эдит спросила о страховании своего багажа, но её заверили, что в этом нет необходимости, так как корабль был «непотопляемым». После столкновения «Титаника» с айсбергом в ночь на 14 апреля Эдит заявила, что, прежде чем выйти на палубу, она заперла все свои сундуки, в которых хранились ценные товары от кутюр, которые она импортировала. Сидя в гостиной и наблюдая за общей эвакуацией, она заметила своего стюарда Роберта Уэрхэма и окликнула его. Она сказала ему, что слышала о том, что «Титаник» будет отбуксирован в Галифакс, а пассажиров перевезут на другое судно, и беспокоилась о своём багаже. Но когда она вручила Уэрхэму ключи от своего багажника, чтобы он мог проверить её сумки через таможню, он сказал ей: «поцелуйте свои сундуки на прощание.»
Стюард вернулся в каюту Эдит, чтобы вручить ей её «талисман» — маленькую музыкальную шкатулку из папье-маше в форме свинки, покрытую чёрно-белым пятнистым мехом. Она играла мелодию бразильского танца Матчиш. Обнаружив, что во Франции свинья считается символом удачи, её мать подарила игрушку Эдит после автомобильной катастрофы, в которой она выжила год назад. Эдит обещала матери, что всегда будет носить её с собой. Когда Уорхем вернулся с игрушкой, завёрнутой в одеяло, Эдит направилась на шлюпочную палубу и оказалась на правом борту корабля. Там её заметил Джозеф Брюс Исмей, председатель пароходной компании «White Star Line». Он отчитал её за то, что она ещё не села в спасательную шлюпку, и направил вниз по лестнице на нижнюю палубу, где как раз грузили одну из них. Там один из пассажиров помог ей сесть в спасательную шлюпку № 11, после того как один из членов экипажа схватил её игрушечного поросёнка, возможно, решив, что это живой питомец, и швырнул его в шлюпку. В шлюпке № 11 находилось примерно от 68 до 70 человек, большинство из которых были дети. Считается, что лодка № 11, перегруженная примерно пятью пассажирами, переправила самое большое количество пассажиров из всех спущенных на воду в ту ночь.
Когда шлюпка № 11 отплыла от тонущего корабля, Эдит обнаружила, что её окружают плачущие и напуганные дети, и, чтобы успокоить и развлечь их, она включала им мелодию на своей шкатулке. Одним из детей был 10-месячный Фрэнк Акс, с которым она встретилась много лет спустя, и показала ему свинку, которая когда-то развлекала его.
Позже Розенбаум подала в суд на компанию «White Star Line» за потерю её багажа. Это был один из самых крупных исков, поданных против судоходной компании после катастрофы.
Хотя Эдит Рассел бросила работу байера в Париже примерно с 1937 года, она продолжала активно путешествовать. Эдит оставалась активной и в социальном плане, подружившись со многими знаменитостями во время своего пребывания на юге Франции, Майорке, Люцерне и Риме, включая герцога Виндзорского, Бенито Муссолини и Анну Маньяни. Кроме того, Эдит поддерживала тесную дружбу с кутюрье Дженни и актёром Питером Лоуфордом и его женой Патрицией Кеннеди, которые сделали её крёстной матерью своих детей.
В 1940-х годах Эдит жила в лондонском отеле «Кларидж», затем переехала в отель «Посольский дом» в Куинс-Гейт, Лондон. В начале 1950-х она стала всё более востребована в качестве эксперта трагедии «Титаника», которая вновь вошла в общественное сознание благодаря недавно выпущенным фильмам и книгам об этом событии. Она присутствовала на специальном показе фильма «Титаник» в 1953 году, а затем дала интервью журналу Life и New York daily press. Позировала для фотографий, держа в руках свою знаменитую игрушечную свинью и стоя рядом с платьем, которое было на ней в ту роковую ночь. В 1955 году историк Уолтер Лорд опубликовал свой бестселлер «Последняя ночь Титаника», в котором рассказывалась история Эдит. Позже она работала консультантом для британской экранизации книги Лорда в 1958 году, спродюсированной Уильямом Маккуитти. Она и её счастливый поросёнок также были изображены в фильме.
Хотя в то время Эдит была уже немолода, она продолжала посещать теле и радиопрограммы. Большинство из них транслировались на каналах Би-би-си-1 и Би-би-си-2. Для своего первого телевизионного интервью в 1956 году она взяла с собой свою верную свинью и пересказала свою знаменитую историю побега с «Титаника». Однако музыкальный аппарат шкатулки к этому времени был уже сломан, и она не могла воспроизвести мелодию. В 1963 году, когда в Соединённых Штатах было создано историческое общество «Титаник», Эдит стала его почётным членом. В течение этих лет Эдит также написала ряд статей о своём спасении с Титаника для популярной прессы, среди которых были и пьесы.

## Смерть
Эдит Розенбаум Рассел умерла в больнице Мэри Эббот в Лондоне 4 апреля 1975 года в возрасте 95 лет. Большая часть вещей Эдит была унаследована родственниками и друзьями, включая Уолтера Лорда, который унаследовал её легендарную шкатулку. После смерти Лорда в 2002 году игрушка была завещана Национальному морскому музею в Гринвиче, Лондон, который также получил её цветные будуарные тапочки, которые Эдит носила, когда поднималась на борт спасательной шлюпки 11.

## Наследие
В своей экспедиции 2001 года на место крушения «Титаника» режиссёр Джеймс Кэмерон и его команда обнаружили каюту Эдит с зеркалом на туалетном столике, все ещё стоящим вертикально и нетронутым. Фотографии этой комнаты и отчёт о её исследовании были опубликованы в 2003 году в книге «Призраки бездны» Дона Линча и Кена Маршалла.
Во время празднования столетия гибели «Титаника» в 2012 году история Эдит вновь всплыла в газетных и журнальных статьях, а также на музейных выставках, особенно в Национальном Морском музее, где были выставлены её свинья и тапочки. С тех пор музей восстановил механизм внутри музыкальной шкатулки, который позволил услышать её мелодию впервые за более чем 60 лет. Песня, которую играла игрушка, была подтверждена как песня «The Maxixe», иначе известная как" La Sorella march", бразильская танго-песенка, первоначально написанная Чарльзом Борель-Клерком и Луисом Галлини.